# 2011 у футболі
Нижче наведені футбольні події 2011 року у всьому світі.

## Національні чемпіони країн за алфавітом
- Австралія: Брисбен Роар
- Австрія: Штурм (Грац)
- Азербайджан: Нефтчі (Баку)
- Албанія: Скендербеу
- Алжир: АСО Шлеф
- Англія: Манчестер Юнайтед
- Ангола: Рекреатіву ду Ліболу
- Андорра: Санта-Колома
- Антигуа і Барбуда: Олд Роуд
- Аргентина
  - Клаусура: Велес Сарсфілд
  - Апертура: Бока Хуніорс

- Бангладеш: Шейх Джамал
- Бахрейн: Аль-Мухаррак
- Бельгія: Генк
- Білорусь: Гомель
- Болгарія: Литекс
- Болівія
  - Апертура: Болівар
  - Клаусура: Реал Потосі
- Боснія і Герцеговина: Борац
- Ботсвана: Тоуншип Роллерз
- Бразилія: Корінтіанс
- Бурунді: Вітал'О
- Бутан: Їдзін
- Вануату: Амікаль
- Венесуела: Депортіво Тачира
- В'єтнам: Сонглам Нгеан
- Габон: Міссіль
- Гаїті (Увертюр - Тампет, Клотюр - Балтімор)
- Гібралтар: Лінкольн
- Данія: Копенгаген
- Італія: Мілан
- Іспанія: Барселона
- Колумбія
  - Апертура: Атлетіко Насьйональ
  - Фіналісасьйон: Атлетіко Хуніорз
- Нідерланди: Аякс (Амстердам)
- Німеччина: Боруссія (Дортмунд)
- Парагвай
  - Апертура: Насьйональ (Асунсьйон)
  - Клаусура:
- Португалія: Порту
- Росія: Зеніт (Санкт-Петербург)
- Туркменістан: Балкан
- Узбекистан: Буньодкор
- Україна: Шахтар (Донецьк)
- Уругвай: Насьйональ (Монтевідео)
- Франція: Лілль
- Хорватія: Динамо (Загреб)
- Чилі
  - Апертура: Універсідад де Чилі
- Швеція: Гельсінгборг
- Шотландія: Рейнджерс

## Інші події
- ФІФА відсторонила від міжнародних змагань збірну Белізу з футболу